# Копринарки
Копринарките (Bombycilla) са род птици от разред Врабчоподобни (Passeriformes), единственият в семейство Копринаркови (Bombycillidae).
Включва три вида, разпространени в Северна Америка и северните части на Евразия. Имат меко копринено оперение, на което дължат наименованието си. Живеят по дърветата и се хранят главно с плодове.

## Видове
Семейство Bombycillidae – Копринаркови
- Род Bombycilla – Копринарки
  - Bombycilla cedrorum – Кедрова копринарка
  - Bombycilla garrulus – Копринарка
  - Bombycilla japonica – Японска копринарка